# Cinco Tribus Civilizadas

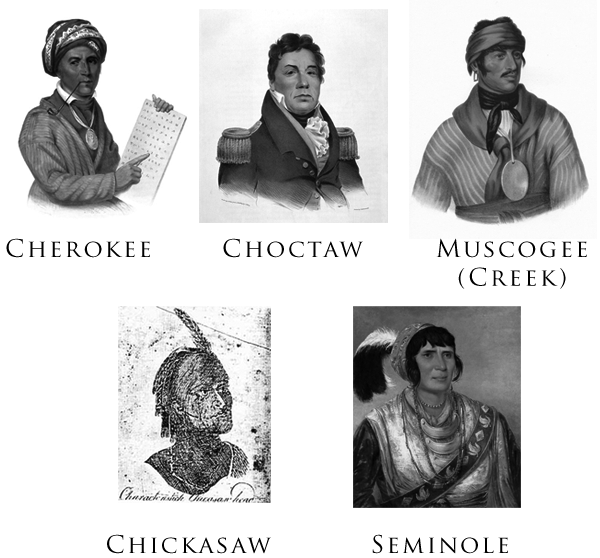
Miembros de las llamadas "Cinco Tribus Civilizadas"

Cinco Tribus Civilizadas (Five Civilized Tribes, en inglés) es el término que fue aplicado por los estadounidenses de origen europeo en el periodo colonial y federal temprano de la historia de Estados Unidos a las cinco principales naciones nativas del sureste: cheroqui, los chickasaw, los choctaw, los creek y los seminola. Los estadounidenses de ascendencia europea los clasificaron como «civilizados», porque habían adoptado atributos de la cultura angloamericana. Algunos ejemplos de estos atributos coloniales adoptados por estas cinco tribus eran el cristianismo, gobiernos centralizados, la alfabetización en inglés, la participación en el mercado, las constituciones escritas, los matrimonios mixtos con estadounidenses blancos y prácticas de esclavitud, incluida la compra de afroamericanos esclavizados. Durante un tiempo, las Cinco Tribus Civilizadas tendieron a mantener relaciones políticas estables con los europeos americanos, antes de que Estados Unidos promoviera la expulsión de estas tribus del sureste.
En el siglo XXI, este término ha sido criticado por algunos estudiosos por las suposiciones etnocéntricas de los angloamericanos sobre lo que consideraban civilizado, pero los representantes de estas tribus siguen reuniéndose regularmente cada trimestre en su Consejo Intertribal de las Cinco Tribus Civilizadas.
Los descendientes de estas tribus, que viven principalmente en lo que ahora es Oklahoma, se denominan a veces las Cinco Tribus de Oklahoma. En Oklahoma también se encuentran otras numerosas tribus reconocidas por el gobierno federal.